# WWE 2K20
WWE 2K20 — компьютерная игра о рестлинге, разработанная Visual Concepts, издателем выступила 2K Sports. Это двадцать первая игра в серии игр WWE и седьмая игра под брендом WWE 2K. Релиз игры состоялся 22 октября 2019 года для Windows, PlayStation 4 и Xbox One.

## Разработка
WWE 2K20 — первая игра в серии, разработанная исключительно Visual Concepts; предыдущие части были разработаны совместно с Yuke’s. Эминем принимал участие в создании саундтрека к игре на ранней стадии разработки, но переговоры с рэпером провалились после того, как новость просочилась до того, как она стала официальной.
5 августа 2019 года 2K анонсировала WWE 2K20, а в трейлере Бекки Линч и Роман Рейнс были объявлены звездами обложки. В трейлере показаны различные суперзвезды и легенды WWE, посещающие вечеринку в огромном особняке, прежде чем ее прерывает Линч, разбивающая стеклянный потолок. Затем Линч извиняется перед владельцем особняка, которым оказывается Халк Хоган. После чого Линч поворачивается к Рейнсу, который вскоре хвалит ее за эту сцену, а затем показывает их как звезд обложки и слоган «Step Inside». Это первая игра в серии WWE 2K, в которой фигурирует женщина-звезда на обложке.

## Оценки
| Сводный рейтинг | Сводный рейтинг | Сводный рейтинг |
| Издание         | Оценка          | Оценка          |
| Издание         | PS4             | Xbox One        |
| --------------- | --------------- | --------------- |
| GameRankings    | 39,77 %         | 40,40 %         |

Согласно Metacritic, после ухода Yuke’s WWE 2K20 получила «неблагоприятные отзывы» на всех платформах. Рецензенты раскритиковали физику, графику, прицеливание, изменение управления и многочисленные глюки.